# المريس
قرية المريس هي إحدى القرى التابعة لمركز الطود في محافظة الاقصر في جمهورية مصر العربية. حسب إحصاءات سنة 2006، بلغ إجمالي السكان في المريس 21385 نسمة، منهم 10728 رجل و10657 امرأة.